# Orphir
Orphir ist eine Gemeinde auf der Insel Mainland, Orkney.
Orphir, altnordisch: Jorfjara/Orfjara, ist etwa seit 1100 nachzuweisen. Es war eines der Machtzentren auf Mainland während der normannischen Herrschaft über die Orkney.
Hier befand sich ein geschichtsträchtiger Hof der Earls (Earls Bu) mit einer Halle und einer Klickmill (Horizontalwassermühle). Die Fundamente des Bu und die Wasserführung der Mühle wurden im Jahre 1859 entdeckt.
Im späten 11. oder frühen 12. Jahrhundert wurde die Rundkirche von Orphir, die heute eine Ruine ist, errichtet. Eine später errichtete Pfarrkirche ist heute auch nicht mehr erhalten.
In Orphir befindet sich heute das Orkneyinga-saga-Zentrum.

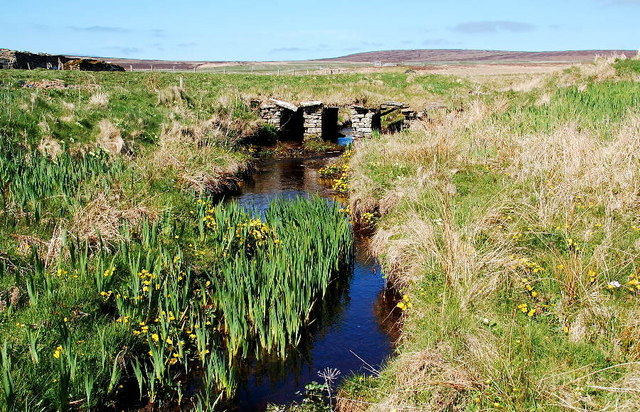
Clapper bridge über den Burn of Lushan in Orphir